# Nila Moeloek
Nila Djuwita Farid Moeloek (ur. 11 kwietnia 1949 w Dżakarcie) – indonezyjska lekarka; minister zdrowia Indonezji w okresie od 27 października 2014 r. do 20 października 2019 r.